# Tekstowy typ danych
Tekstowy typ danych (ang. string) – typ danych służący do przechowywania ciągu znaków (zmiennych łańcuchowych).
Angielski termin string tłumaczy się zwykle jako „ciąg znaków”, ale używa się także określenia „łańcuch znaków” lub krótko „łańcuch”.

## Realizacja
W niektórych językach programowania jak np. Pascal czy PHP łańcuchy są typem wbudowanym; w pozostałych jak C, C++, Java realizuje się je za pomocą innych struktur języka.
W tradycyjnych realizacjach Pascala (np. Turbo Pascal) zmienna typu String może przechowywać do 255 znaków, a w definicji String[długość] może przechowywać do długość znaków, a ma rozmiar długość+1 i jest zaimplementowana jako tablica, której element o indeksie 0 przechowuje liczbę znaków w tym ciągu (typu bajt więc maksymalna długość łańcucha wynosi 255). W późniejszych implementacjach tego języka (np. Object Pascal w Delphi) dodano inną formę reprezentacji łańcucha, w którym maksymalna długość wynosi 2^32 bajtów i jest dynamicznie przydzielana w zależności od długości napisu, typ ten jest rozszerzeniem sposobu implementacji używanego przez C, dodano również typ w stylu C (PChar).
W języku C łańcuchy reprezentuje się jako tablice znaków, a operacje na nich wykonuje z użyciem wskaźników. Rozmiar takiej tablicy może być dowolny, nie jest oddzielnie przechowywany, a programista musi zadbać o to, by napis nie przekroczył rozmiaru bufora (przepełnienie bufora), a także, by pamięć po buforze była zwolniona. Napis nie musi wypełniać całej tablicy, ponieważ znacznikiem końca napisu jest znak o kodzie zero ('\0'). Taką reprezentację nazywa się z ang. null terminated string.
W C++ oprócz tradycyjnych ciągów znaków w stylu C istnieje w bibliotece standardowej klasa std::string. Ukrywa ona niewygodne aspekty używania napisów w stylu C: zarządzanie pamięcią, określanie długości, łączenie napisów, wstawianie, usuwanie i inne manipulacje na napisie. Dodatkowo pozbyto się problemu znaku kończącego – znak o kodzie 0 może być elementem napisu std::string (długość przechowywana jest oddzielnie). Ponieważ biblioteka standardowa (bazująca w tym zakresie na STL) została dość późno dołączona do oficjalnego standardu, wiele kompilatorów dostarcza własne implementacje typów napisowych – np. String, AnsiString, CString. Również niektóre starsze biblioteki (jak np. Qt) dostarczają własnych typów obsługi napisów.
Przerwania systemu MS-DOS wykorzystują wariant ASCIIZ polegający na zamianie terminatora 00h na $ (symbol dolara). Przy wywoływaniu funkcji 13h przerwania 10h kart graficznych, od EGA wzwyż w architekturze IBM PC i pochodnych, służącej do wyświetlania łańcucha na ekranie, podaje się wskaźnik na początek łańcucha i jego długość.
Zarówno w C, C++, Pascalu, jak i w WinAPI spotkać się można z wariantami łańcuchów ANSI oraz Wide, które są wersją stosującą Unicode, a dokładniej kodowanie UTF-16 (na każdy znak przeznaczone są 2 bajty).